# Palestrina
Palestrina (Praeneste cổ) là một thành phố cổ có dân số khoảng 18.012 người ở Lazio, khoảng 35 km về phía đông của Roma, được kết nối với nhau thông qua Via Prenestina. Palestrina nằm ở mũi của Monti Prenestini, một dãy núi ở Apennine.
Palestrina giáp các đô thị: Artena, Castel San Pietro Romano, Cave, Gallicano nel Lazio, Labico, Rocca di Cave, Rocca Priora, Roma, San Cesareo, Valmontone, Zagarolo.

## Thành phố kết nghĩa
- Füssen, Đức
- Bièvres, Essonne, Pháp từ 2007